# Eremocosta gigasella
Eremocosta gigasella är en spindeldjursart som först beskrevs av Muma 1970.  Eremocosta gigasella ingår i släktet Eremocosta och familjen Eremobatidae. Inga underarter finns listade i Catalogue of Life.